# サンティアゴ・エスケーロ
サンティアゴ・エスケーロ・マリン（Santiago Ezquerro Marín, 1976年12月14日 - ）は、スペイン・カラオラ出身の元サッカー選手。元スペイン代表。ポジションはフォワード。
7シーズン在籍したアスレティック・ビルバオでは300試合近い公式戦に出場し、2005年から3シーズンはFCバルセロナでプレーした。現役引退までにリーガ・エスパニョーラで13シーズンプレーし、278試合に出場して55得点を挙げている。

## 経歴

### クラブ

#### 初期の経歴
ラ・リオハ州カラオラに生まれ、CAオサスナの下部組織で育った。18歳だった1994年にトップチームデビューし、1996年夏までにセグンダ・ディビシオン（2部）で2試合に出場した。1996年夏にアトレティコ・マドリードに移籍し、9月21日のCDログロニェス戦(3-0)でプリメーラ・ディビシオン（1部）デビューを飾ったが、主にアトレティコ・マドリードBの試合に出場した。1998年1月、出場機会を求めてRCDマジョルカにレンタル移籍すると、1997-98シーズンのコパ・デル・レイで準優勝の好成績を残した。

#### アスレティック・ビルバオ
1998年夏、アスレティック・ビルバオに移籍した。初めてUEFAチャンピオンズリーグに出場し、リーガ・エスパニョーラのフォワードとしてもっとも有望な選手のひとりという評価を得た。2005年4月9日、レアル・ソシエダとのバスク・ダービー(3-0)では特筆すべき得点を挙げた。2004-05シーズンのUEFAカップのスタンダール・リエージュ戦(7-1)でハットトリックを達成するなど、同シーズンは公式戦通算47試合に出場して19得点を挙げた。7シーズンの間プレーし、アシエル・デル・オルノらとともにチームを支えた。

#### FCバルセロナ
アスレティック・ビルバオとの契約延長交渉が失敗し、2005年6月、FCバルセロナと3年契約（4年目のオプション付き）を結んだ。契約満了による移籍のため移籍金は発生していない。しかし、2005-06シーズン前半戦の出場機会は限られ、2006年1月には古巣のアスレティック・ビルバオがレンタルでのチーム復帰を模索した。2007年夏にFWティエリ・アンリ、FWジョバニ・ドス・サントスなど実力のあるフォワードが加入したことから戦力外扱いを受け、古巣のCAオサスナ、アスレティック・ビルバオ、イングランドのエヴァートンFCなどが獲得を狙ったが、契約には至らずにFCバルセロナに残留した。事実上、2007-08シーズンはシーズンを通じて戦力外扱いだったが、2008年1月のコパ・デル・レイ・CDアルコヤーノ戦セカンドレグ(2-2)では2得点している。3シーズン在籍してリーグ戦での出場機会はわずか24試合だったが、UEFAチャンピオンズリーグを含めて数多くのタイトルを獲得し、この3シーズンは有意義な期間であったと発言している。

#### CAオサスナ復帰
2008年7月には契約満了によりFCバルセロナを離れ、7月後半には古巣CAオサスナと2年契約（3年目のオプション付き）を結んだ。2008-09シーズンは怪我に苦しみ、さらにホセ・アントニオ・カマーチョ新監督の戦術への適応に失敗した。シーズン最終節までの18試合は出場機会がなく、シーズン終了後の数ヶ月間は新しいクラブを探していたが、どのクラブとも契約を交わすことができずに現役引退した。

### 代表
1998年9月5日、UEFA欧州選手権2000予選のキプロス戦(2-3)でスペイン代表デビューした。この試合が最初にして唯一の出場となった。

## 所属クラブ
- 1994-1996  CAオサスナ
- 1996-1997  アトレティコ・マドリードB
- 1997-1998  アトレティコ・マドリード

1998 → RCDマジョルカ (Loan)
- 1998-2004  アスレティック・ビルバオ
- 2005-2008  FCバルセロナ
- 2008-2009  CAオサスナ

## タイトル
- FCバルセロナ
  - UEFAチャンピオンズリーグ: 2005–06
  - リーガ・エスパニョーラ: 2005–06
  - スーペルコパ・デ・エスパーニャ: 2005, 2006
  - コパ・カタルーニャ: 2007